# Estadio Miguel Morales
El estadio Miguel Morales pertenece al Club Atlético Douglas Haig de la ciudad de Pergamino, en la provincia de Buenos Aires, Argentina.

## Historia
Fue inaugurado en 1977, cuando Douglas lo utilizaba para jugar los partidos por la liga local, aunque el sueño de los dirigentes era que Douglas contara con un estadio que fuera orgullo del club y de la ciudad. Para ello se conformó la comisión de estadio. Primero se construyó la platea alta (bautizada recientemente Juan Miguel Echecopar), tribuna construida íntegramente de hormigón. El proyecto consistía en realizar 100 metros de platea a lo largo de la cancha, aunque por falta de dinero solo se llegó hasta la mitad y así continua hasta el día de hoy.
A partir del año 1980 Douglas comenzó a jugar los regionales y no tenía habilitado su estadio para hacer de local. Así fue que se comenzó a construir una tribuna frente a la platea que quedó finalizada completamente en el año 1986 cuando Douglas logró el ascenso al Nacional "B". Esta tribuna actualmente se divide en dos partes. La tribuna "Valentini" y la otra es destinada para la parcialidad visitante. Su capacidad total es de algo más de 6.000 espectadores. 
Ese mismo año y por pedido de la AFA se levantó una inmensa tribuna detrás de uno de los arcos con capacidad para 4.000 personas. Finalmente en el año 2003 con la ayuda de una empresa se construyó la cabecera sur, con capacidad para unas 1600 personas.

## Características

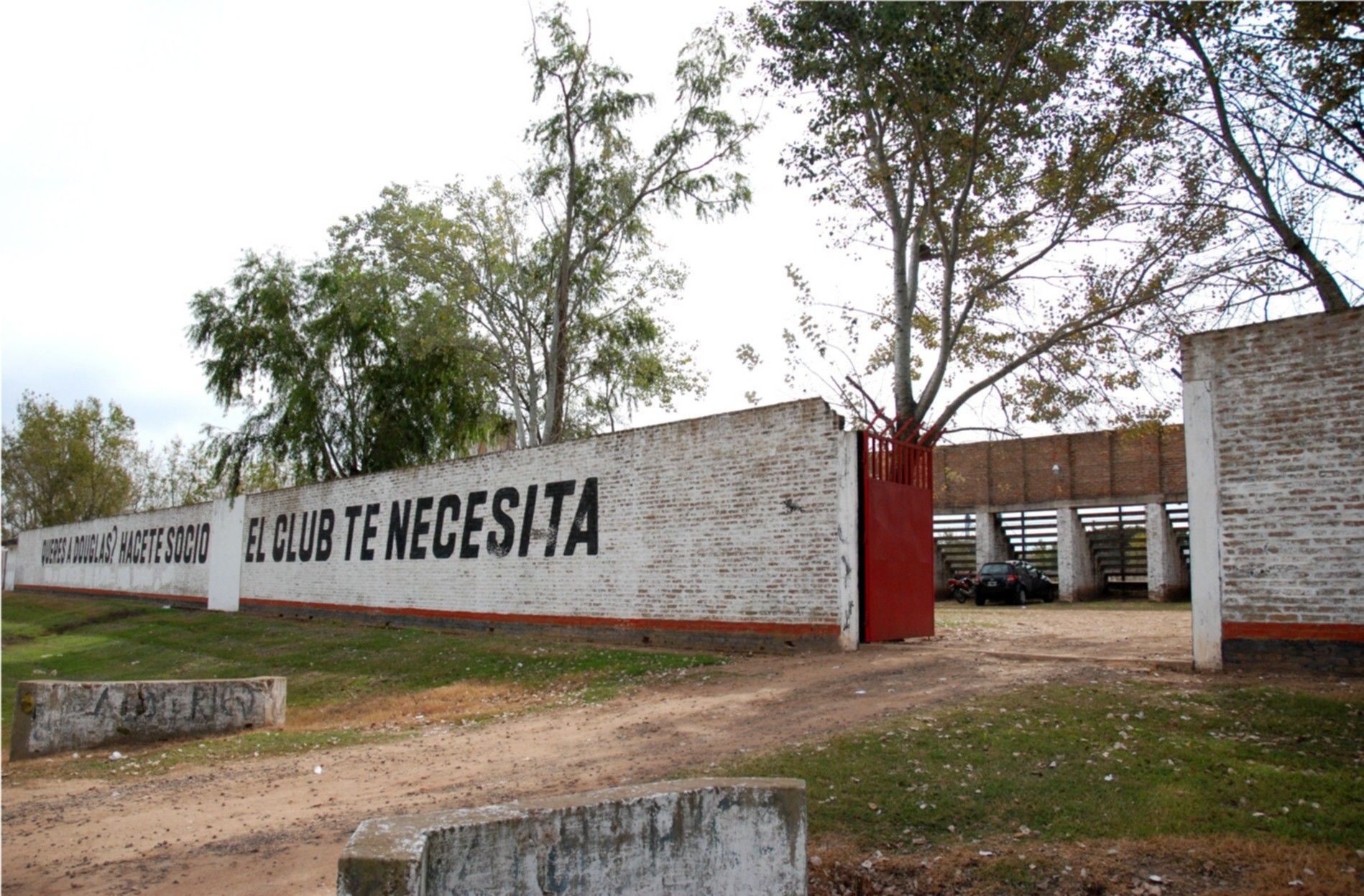
Acceso por la calle Champagnat.

El estadio está construido con tablones cementados a excepción de la platea alta y la platea baja que están construidas de hormigón.

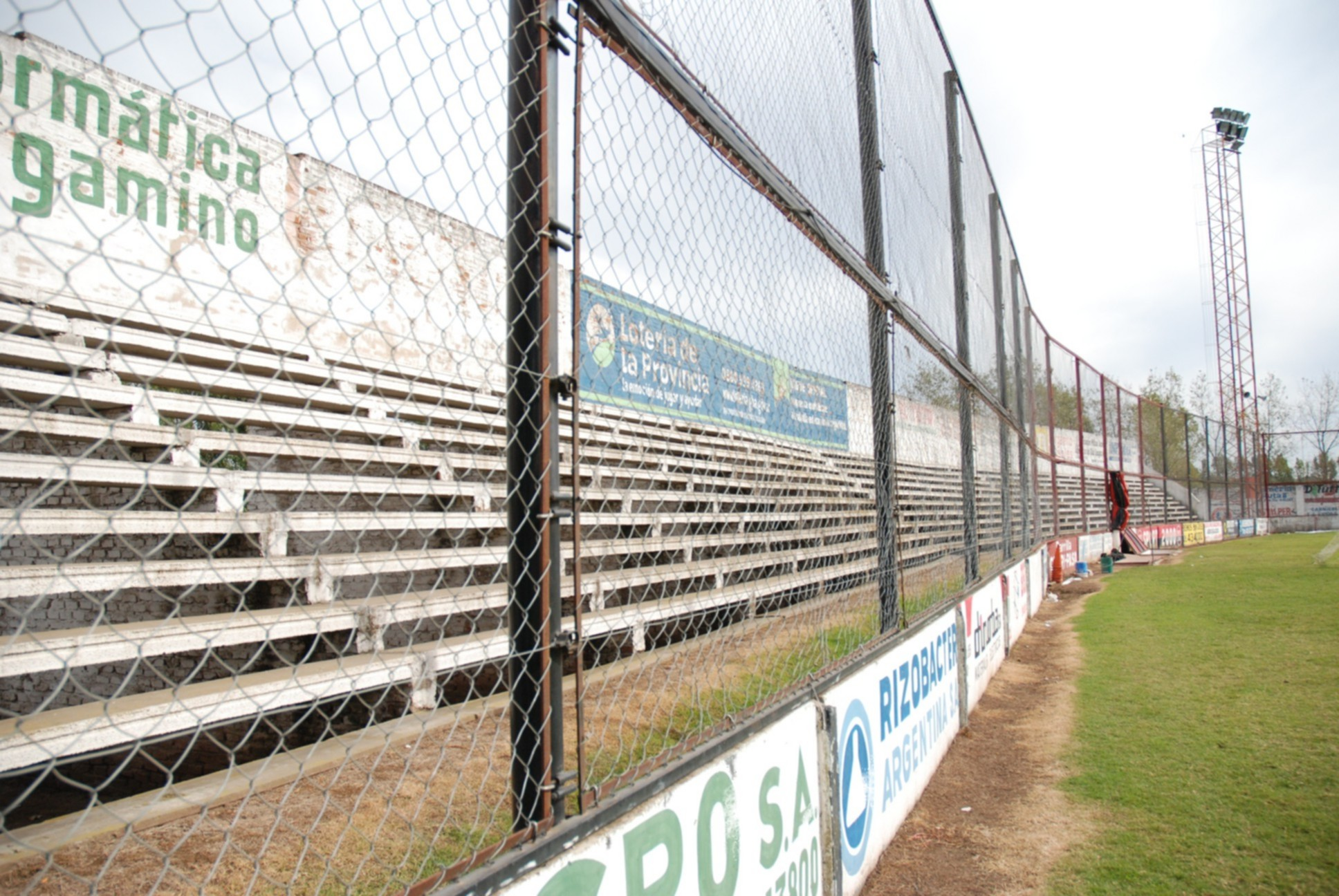
Tribunas del estadio.

Tiene una capacidad de 16 000 espectadores, cuenta con parapelotas detrás de los arcos, completo muro perimetral alrededor del estadio y todas las exigencias que imponen los organismos de seguridad.
El nombre del reducto se debe a un expresidente del club, quien estuvo a cargo de la institución durante 32 años consecutivos.
El estadio se ubica en las calles Champagnat y Siria. Se encuentra en un predio de 14 has que cuenta con dos quinchos muy importantes, tres piletas, 2 canchas auxiliares de fútbol, 2 canchas de fútbol 8, una cancha de fútbol 5, una cancha de fútbol infantil, 2 de hockey, una de beach voley y dos de paddle.

## Ampliación y remodelación
Durante la temporada 2012/2013 se hicieron reformas en el estadio para adaptarlo a la Primera "B" Nacional. Se reformó el sector de bancos y plateas, se cambió un tramo de alambrado por acrílico y se colocaron plateas bajas en el perímetro.